# Aphamartania breviventris
Aphamartania breviventris là một loài ruồi trong họ Asilidae. Aphamartania breviventris được Macquart miêu tả năm 1848. Loài này phân bố ở vùng Tân nhiệt đới.